# Carlos Moreno, Jr.
Carlos Moreno, Jr. (* 20. Dezember 1971 in McAllen, Texas) ist ein US-amerikanischer Schauspieler.
Carlos Moreno Jr. ist der Sohn von Carlos Moreno, der ebenfalls Schauspieler ist. Carlos Moreno Jr. spielte in den Filmen Coach Carter, Delta Farce und Transformers mit. In dem Film Mord und Margaritas war er nur zu hören.